# Antônia da Prússia, Duquesa de Wellington
Antónia da Prússia (Londres, 28 de abril de 1955) é uma bisneta de Guilherme II da Alemanha e a esposa de Charles Wellesley, 9.º Duque de Wellington. É também a 349° na linha de sucessão ao trono britânico.
Antónia Isabel Brigida Luísa Mansfeld nasceu em Londres, como a segunda filha do príncipe Frederico da Prússia e de sua esposa, Lady Brigid Guinness. Em 3 de fevereiro de 1977, ela desposou Arthur Wellesley (filho do 8° Duque de Wellington). Assim, Antônia recebeu o título de cortesia de Marquesa de Douro e é atualmente a Duquesa de Wellington. Eles tiveram cinco filhos:
- Arthur Wellesley, Marquês Douro, nascido em 31 de janeiro de 1978.
- Honor Vitória Wellesley, nascida em 25 de outubro de 1979.
- Maria Luísa Wellesley, nascida em 16 de dezembro de 1986.
- Carlota Ana Wellesley, nascida em 8 de outubro de 1990.
- Frederico Carlos Wellesley, nascido em 30 de setembro de 1992.

A Duquesa de Ciudad Rodrigo está entre os consignatários do National Portrait Gallery.

## Títulos e estilos
- 28 de abril de 1955 - 3 de fevereiro 1977: Sua Alteza Real, a Princesa Antónia da Prússia
- 03 de fevereiro de 1977 - 2010: Sua Alteza Real, a Princesa Antónia, Marquesa de Douro
- 2010-31 dezembro 2014: Sua Alteza Real, a Princesa Antónia, Marquesa de Douro, Duquesa de Ciudad Rodrigo
- 31 de dezembro de 2014 - presente: Sua Alteza Real, a Princesa Antónia, Duquesa de Wellington, Princesa de Waterloo, Duquesa de Ciudad Rodrigo, Duquesa da Vitória